# Samish Island
Samish Island je nezačleněná obec na Samišském ostrově v okrese Skagit v americkém státě Washington. Ostrov je spojen s pevninou díky systému hrází vybudovaných na začátku 20. století. Kdysi patřil ostrov pod území indiánského kmene Samišů, patřícího mezi Pobřežní Sališe.